# Yassin Tallal
Yassin Tallal (Madrid, 3 de febrero de 2005) es un futbolista español, nacionalizado marroquí, que juega en la demarcación de extremo en el Getafe CF "B" de la Segunda División RFEF.

## Biografía
Tras formarse como futbolista en el CF Rayo Majadahonda y Getafe CF, finalmente en 2024 recaló en las filas inferiores del Getafe CF "B". Debutó con el segundo equipo el 7 de enero de 2024 contra la UD San Fernando, encuentro que finalizó con un resultado de 2-0 a favor del conjunto madrileño. El 21 de abril de 2024 debutó con el primer equipo en la Primera División de España contra la Real Sociedad de Fútbol.

## Clubes
Actualizado al último partido disputado el 5 de mayo de 2024.
| Club          | País   | Año   | Partidos | Goles |
| ------------- | ------ | ----- | -------- | ----- |
| Getafe CF "B" | España | 2024- | 7        | 0     |
| Getafe CF     | España | 2024- | 1        | 0     |